# Opetiopoda bulweriae
Opetiopoda bulweriae  (лат.) — вид перьевых клещей рода Opetiopoda из семейства Xolalgidae. Острова Зеленого Мыса (Cape Verde Archipelago, Raso Island) и Канарские острова (Lanzarote, Испания). Длина тела 0,3—0,4 мм (длина идиосомы самцов до 308 мкм, самок — 345—365 мкм). Паразиты птиц из семейства Буревестниковые: тайфунник Бульвера, Bulweria bulwerii (Jardine and Selby).
Покровы тела слабо хитинизированы. Видовое название O. bulweriae связано с родовым именем птицы-хозяина.